# Klirens
Klirens (współczynnik oczyszczania) – objętość osocza całkowicie oczyszczonego z danej substancji w jednostce czasu. Wyraża sprawność, z jaką osocze zostaje oczyszczone z danej substancji. Klirens danej substancji obliczamy ze wzoru:
{\displaystyle Cx={\frac {D}{P}}}
gdzie:
{\displaystyle C_{x}} – klirens danej substancji (jednostka objętości/jednostkę czasu)
{\displaystyle D} – ładunek danej substancji usunięty z osocza w przyjętej jednostce czasu (jednostka miary ilości danej substancji)
{\displaystyle P} – stężenie danej substancji w osoczu (ta sama jednostka miary ilości danej substancji jak wyżej/ta sama jednostka objętości).
Stosuje się najczęściej do diagnozowania pracy nerek (klirens kreatyniny, klirens inuliny), rzadziej szybkości eliminacji substancji przez wątrobę lub nerki.
Przykładowo, obliczając klirens kreatyniny w mililitrach na minutę, przyjmijmy:
{\displaystyle U} – stężenie danej substancji w moczu [mg/ml]
{\displaystyle V} – wielkość diurezy minutowej [ml/min]
Wówczas:
{\displaystyle D=U\cdot V.}
Wprowadzając pozostałą zmienną:
{\displaystyle P} – stężenie danej substancji w osoczu [mg/ml]
i podstawiając do ogólnego wzoru, otrzymamy:
{\displaystyle C_{x}={\frac {U\cdot V}{P}}}
gdzie:
{\displaystyle C_{x}} – klirens danej substancji [ml/min].
Najczęściej stosowanymi substancjami do określania klirensu nerkowego są: inulina, kwas paraaminohipurowy, mocznik, kreatynina, mannitol, sorbitol, witamina B12 znakowana kobaltem radioaktywnym.
Do oznaczania szybkości przesączania kłębuszkowego najlepszym narzędziem jest klirens inuliny; w praktyce zwykle wystarczający jest klirens kreatyniny.
Do oznaczania nerkowego przepływu osocza używa się kwasu paraaminohipurowego, który ulega stuprocentowej sekrecji w kanaliku nerkowym.
Do oznaczania skuteczności dializ stosuje się tygodniowy klirens mocznika.